# Android One S1
S1（エスワン）は、Googleとシャープによって共同開発されたAndroidスマートフォンである。

## 概要
Googleが提供するAndroid Oneブランドの端末のひとつとして、2017年2月24日にY!mobileから発売された。
ベースモデルは存在せず、本機種専用に新規で開発されている。
発売から18か月間に最低1回のOSアップデートと、発売から最低2年間のセキュリティのアップデートを毎月提供することを保証している。これは2017年12月頃に「24か月間に最低1回のOSアップデート」「発売から3年間のセキュリティのアップデート」とそれぞれ変更された。

## ソフトウェアアップデート
2019年4月以降、セキュリティのアップデートの場合は配信開始が公表されないため、ここに記載のものがすべてではない。
- 2017年2月24日 - ビルド番号：00WW_1_15I[7]
  - セキュリティの向上
- 2017年4月26日 - ビルド番号：00WW_2_06D[8]
  - Android 7.1.1へのアップデート
  - セキュリティの向上
  - 着信時に登録名ではなく電話番号が表示される事象の改善
  - 充電後にスリープ状態にならない場合がある事象の改善
- 2017年5月31日 - ビルド番号：00WW_2_06G[9]
  - セキュリティの向上
- 2017年6月27日 - ビルド番号：00WW_2_06I[10]
  - セキュリティの向上
- 2017年8月9日 - ビルド番号：00WW_2_130[11]
  - Android 7.1.2へのアップデート
  - 緊急速報メールに対応
  - セキュリティの向上
  - Bluetoothイヤホン接続時のアプリ動作向上
  - 不在着信後にLEDが点滅しない事象の改善
- 2017年8月31日 - ビルド番号：00WW_2_140[12]
  - セキュリティの向上
- 2017年9月21日 - ビルド番号：00WW_2_160[13]
  - 発信履歴が正常に表示されないことがある事象の改善
  - セキュリティの向上
- 2017年10月30日 - ビルド番号：00WW_2_200[14]
  - セキュリティの向上
- 2017年11月27日 - ビルド番号：00WW_2_220[15]
  - セキュリティの向上
- 2017年12月25日 - ビルド番号：00WW_3_120[16]
  - Android 8.0へのOSバージョンアップ
  - セキュリティの向上
  - 2018年1月19日、ごくまれに連絡先が消去される問題発生が見つかったため配信を停止した[17]。
- 2018年2月26日 - ビルド番号：00WW_3_12D[18]
  - ごくまれに連絡先が消去される事象の改善
  - セキュリティの向上
- 2018年5月31日 - ビルド番号：00WW_4_09D[19]
  - Android 8.1へのアップデート
  - 特定条件下でまれに100%まで充電できない事象の改善
  - セキュリティの向上
- 2018年6月28日 - ビルド番号：00WW_4_09E[20]
  - セキュリティの向上
- 2018年7月30日 - ビルド番号：00WW_4_09G[21]
  - セキュリティの向上
- 2018年9月1日 - ビルド番号：00WW_4_09I[22]
  - セキュリティの向上
- 2018年9月25日 - ビルド番号：00WW_4_09J[23]
  - セキュリティの向上
- 2018年10月30日 - ビルド番号：00WW_4_09K[24]
  - セキュリティの向上
- 2018年11月27日 - ビルド番号：00WW_4_09G[25]
  - セキュリティの向上
- 2018年11月27日 - ビルド番号：00WW_4_09L[26]
  - セキュリティの向上
- 2018年12月20日 - ビルド番号：00WW_5_130[27]
  - Android 9へのOSバージョンアップ
  - セキュリティの向上
- 2019年1月30日 - ビルド番号：00WW_5_140[28]
  - セキュリティの向上
- 2019年2月25日 - ビルド番号：00WW_5_160[29]
  - セキュリティの向上
- 2019年3月26日 - ビルド番号：00WW_5_180[30]
  - 「ホームの設定」の一部が英語で表示される事象の改善
  - セキュリティの向上
- 2019年4月22日 - ビルド番号：00WW_5_190[31]
  - 通話時に送話音量が小さくなる事象の改善
  - セキュリティの向上
- 2019年9月頃 - ビルド番号：00WW_5_240[32]
  - セキュリティの向上
- 2019年10月頃 - ビルド番号：00WW_5_250[33]
  - セキュリティの向上
- 2019年11月頃 - ビルド番号：00WW_5_260
  - セキュリティの向上
- 2019年12月頃 - ビルド番号：00WW_5_270[34]
  - セキュリティの向上
- 2020年1月頃 - ビルド番号：00WW_5_280[35]
  - セキュリティの向上
- 2020年2月頃 - ビルド番号：00WW_5_290[32]
  - セキュリティの向上
- 2020年10月26日 - ビルド番号：00WW_5_300[36]
  - 特定条件下において、通話が一定時間で切断する場合がある事象の改善
  - セキュリティの向上
- 2021年11月16日 - ビルド番号：00WW_5_320[37]
  - 長期間再起動せずにご利用いただいている場合、まれに緊急通報（110番、118番、119番）に接続できない事象の改善